# Rasmus Ling
Jon Erik Rasmus Ling, född 23 mars 1984 i Östersund, är en svensk politiker (miljöpartist), som är ordinarie riksdagsledamot  sedan 2014, invald för Malmö kommuns valkrets. Han är migrationspolitisk talesperson för Miljöpartiet och ledamot i partistyrelsen. Sedan januari 2022 är Ling en av partiets två gruppledare i riksdagen.
I riksdagen är han ledamot i justitieutskottet (2018–) och riksdagens valberedning (2018–). Han har varit ledamot i skatteutskottet (2014–2018), ledamotsrådet (2016–2020) och Nordiska rådets svenska delegation (2017–2019). Han är eller har varit suppleant i bland annat civilutskottet, finansutskottet, försvarsutskottet, konstitutionsutskottet, Nordiska rådets svenska delegation, riksdagens valberedning, sammansatta utrikes- och försvarsutskottet och socialförsäkringsutskottet.

## Familj, släkt, personligt
Rasmus Ling är äldre bror till Grön Ungdoms förre språkrör David Ling.